# Wojciech Zych
Wojciech Zych (ur. 1950 r. w Milanówku) – polski ekonomista, współzałożyciel i prezes od 1988 r. firmy JEMS Architekci.
Absolwent Szkoły Głównej Planowania i Statystyki w Warszawie. W latach 1979–1983 dyrektor oddziału warszawskiego w Zakładach Artystycznych Związku Polskich Artystów Plastyków, następnie (1983–1984) dyrektor oddziału warszawskiego PP Sztuka Polska oraz prezes Spółdzielni Pracy Twórczej Architektów i Artystów Plastyków ESPEA (1984–1988). W 1988 r. wraz z Olgierdem Jagiełło, Maciejem Miłobędzkim i Jerzym Szczepanikiem-Dzikowskim założył spółkę JEMS Architekci, której do dziś jest prezesem. Pracownia wielokrotnie nagradzana, uznawana za jedną z najlepszych biur architektonicznych w Polsce w okresie swojej działalności.
W 2016 r. redakcja miesięcznika Builder uhonorowała Wojciecha Zycha tytułem Osobowość Branży 2015.